# 永胜乡 (武胜县)
永胜乡为中国四川省武胜县曾经下辖的一个乡。位于武胜县东南部，与乐善、龙庭、街子、沿口、双星等乡镇为邻。面积19.5平方公里，人口12185人（2004年）。乡人民政府驻仁和寨，距县城10公里。

## 历史沿革
1951年2月分乐善、街子、龙庭三乡地置，原名仁和乡，1981年8月更名为永胜乡。
2019年12月，撤销永胜乡，将所属行政区域划归街子镇管辖。

## 行政区划
永胜乡撤销前下辖以下地区：
石朝门村、新房村、黄桷坪村、西寨村、龙兴村、云峰村、碑湾村、平桥村、书房村、长河村和碉楼村。

## 教育
永胜初中、永胜小学和村小12所。